# Agenzia federale per la gestione delle proprietà statali
L'Agenzia federale per la gestione delle proprietà statali (in russo Федеральное агентство по управлению государственным имуществом, Росимущество?, Federal'noe agentstvo po upravlenju gosudarstvennym imuščestvom, Rosimuščestvo) è un'agenzia del Ministero delle finanze (fino al 2020 del ministero dello sviluppo economico) che gestisce le proprietà del governo federale russo.

## Storia
L'agenzia è stata creata con il decreto N°314 del 9 marzo 2004 del presidente russo Vladimir Putin come parte del ministero delle relazioni con le proprietà statali, e subordinato al ministero dello sviluppo economico e del commercio.
Tra il 1990 e il 2004 le sue funzioni sono state svolte prima dal Comitato di stato per la gestione delle proprietà statali della Federazione Russa (GKI, Goskomimušestvo) (in russo Государственный комитет Российской Федерации по управлению государственным имуществом, ГКИ, Госкомимущество?) e da due ministeri, poi soppressi dal decreto presidenziale.